# Trại tị nạn

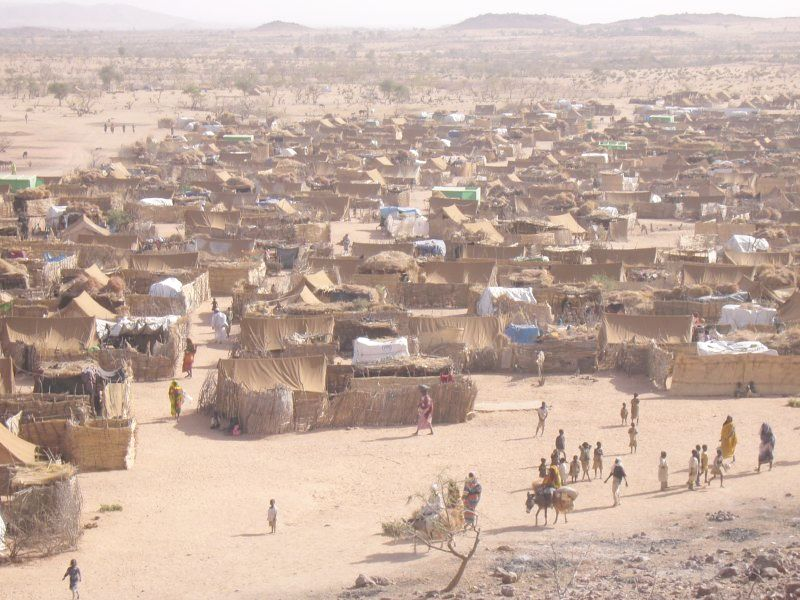
Một trại tỵ nạn tại Darfur

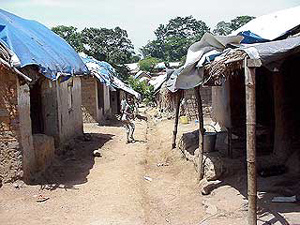
Một trại tỵ nạn ở châu Phi

Trại tị nạn là những cơ sở tạm thời (những lều trại, lán trại, nhà tạm bợ...) được xây dựng để giải quyết tạm thời nhu cầu về chỗ ở cho những người tị nạn. Hàng trăm ngàn người có thể sống trong một trại duy nhất. Thông thường chúng được xây dựng và điều hành bởi một chính phủ, Liên Hợp Quốc, hoặc các tổ chức quốc tế, (chẳng hạn như Hội Chữ thập đỏ) hoặc các tổ chức phi chính phủ.
Các trại tị nạn nói chung là xây dựng theo kiểu tự phát và được thiết kế để đáp ứng nhu cầu cơ bản của con người ở đây chỉ trong một thời gian ngắn. Một số trại tị nạn có tình trạng dơ bẩn và mất vệ sinh do số lượng người đông và điều kiện sinh hoạt. Một số trại tị nạn đã tồn tại trong nhiều thập kỷ và một số người có thể ở trong các trại tị nạn trong nhiều thập kỷ, cả hai đều có ý nghĩa lớn đối với vấn đề nhân quyền.

## Cơ sở vật chất

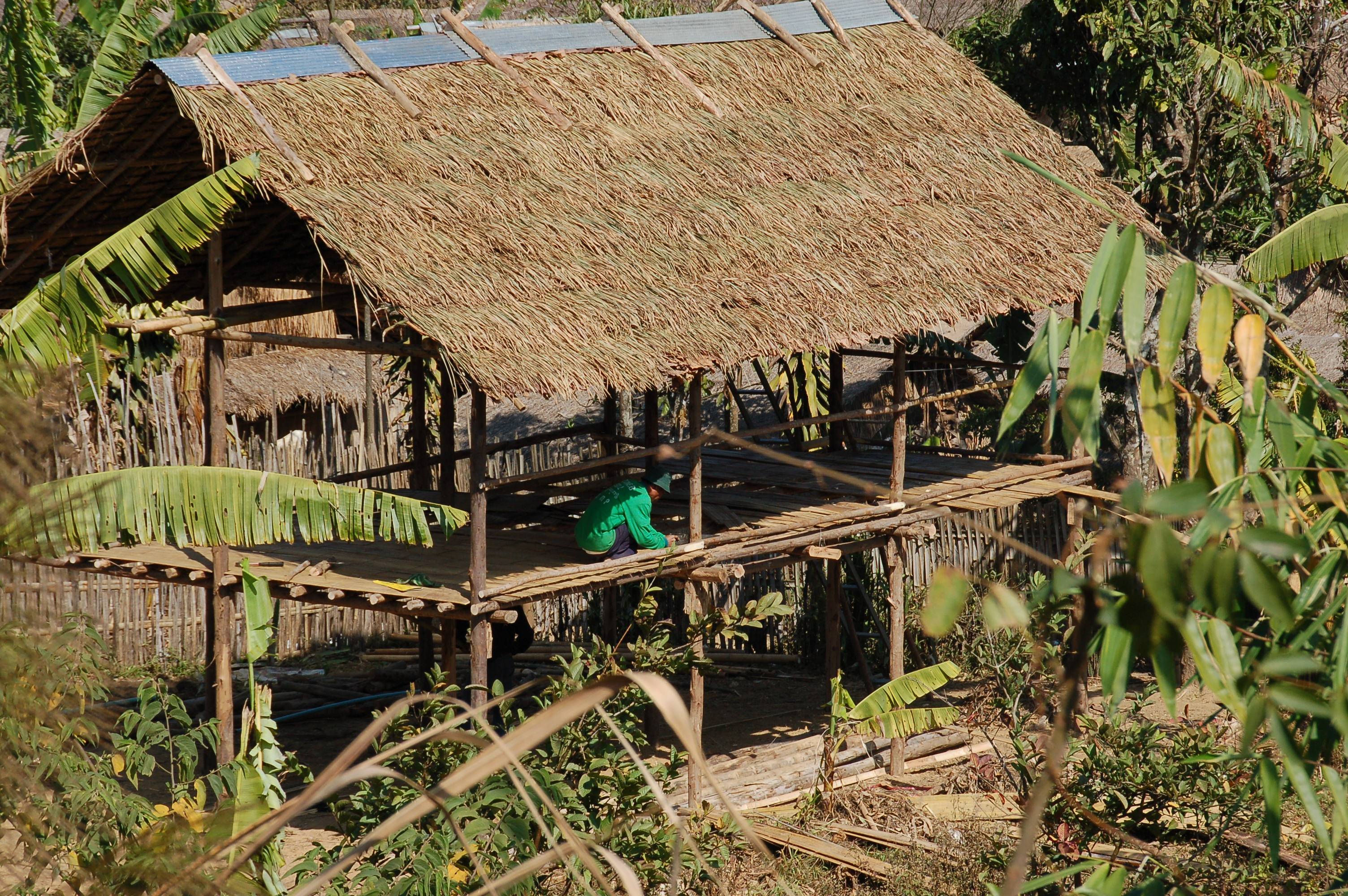
Một trại tỵ nạn ở Thái Lan

Các tiện nghi của một trại tị nạn có thể bao gồm những hạng mục sau đây:
- Chỗ ngủ (lều), trại tạm trú
- Các cơ sở vệ sinh (nhà tắm công cộng và nhà vệ sinh công cộng hoặc lưu động)
- Vật tư y tế
- Thiết bị thông tin (ví dụ như đài phát thanh)
- Hệ thống bảo vệ (ví dụ như các rào chắn, trạm kiểm soát, binh sĩ gìn giữ hòa bình).

## Thời gian tạm trú
Trại tị nạn dựng lên để đón nhận những người tỵ nạn do vậy về tinh thần chung thì mọi người thuộc diện tỵ nạn có thể ở trong các trại này, nhận được lương thực khẩn cấp và viện trợ y tế, cho đến khi an toàn để trở về nhà của họ khi các điều kiện tại nước của họ đã được cải thiện. Trong một số trường hợp, thường sau vài năm, họ được tái định cư trong "các nước thứ ba," đi từ biên giới họ đã vượt biên. Mặc dù các trại nhằm mục đích chỉ là tạm thời, nó có thể cho các trại ở lại trong nhiều thập kỷ như trường hợp các trại tị nạn Palestine đã tồn tại 50 năm.
Trên thế giới, khoảng 17 quốc gia (Úc, Bénin, Brasil, Burkina Faso, Canada, Chile, Đan Mạch, Phần Lan, Iceland, Ireland, México, Hà Lan, New Zealand, Na Uy, Thụy Điển, Vương quốc Anh, và Hoa Kỳ) thường xuyên đón nhận người tị nạn từ các trại tị nạn. Các trại tị nạn thường được sử dụng để mô tả các khu định cư của người dân, những người đã thoát khỏi cuộc chiến ở đất nước của họ và đã bỏ chạy tới một quốc gia tị nạn đầu tiên. Trong những năm gần đây, hầu hết các người tị nạn đến từ Iran, Afghanistan, Iraq, Liberia, Somalia, và Sudan.